# Заслуженный работник лесной промышленности Российской Федерации
«Заслу́женный рабо́тник лесно́й промы́шленности Росси́йской Федера́ции» — почётное звание, входящее в систему государственных наград Российской Федерации.

## Основания для присвоения
Звание «Заслуженный работник лесной промышленности Российской Федерации» присваивается высокопрофессиональным работникам лесной, целлюлозно-бумажной и деревообрабатывающей промышленности за личные заслуги:
- в развитии лесной, целлюлозно-бумажной и деревообрабатывающей промышленности с применением современного высокотехнологичного оборудования, позволяющего повысить эффективность производства, существенно снизить уровень энергозатрат и поднять производительность труда;
- в осуществлении рационализаторской и инновационной деятельности, способствующей существенному повышению качества производимой продукции, а также уменьшению количества отходов от лесозаготовки и деревообработки;
- в восполнении лесного фонда Российской Федерации и уменьшении количества необработанной древесины, экспортируемой за пределы Российской Федерации;
- в создании на территории Российской Федерации инновационных деревообрабатывающих производств, способствующих удовлетворению спроса населения и организаций различных отраслей промышленности в высококачественной современной продукции, содержащей древесину, и существенному замещению её импорта;
- в подготовке квалифицированных кадров для лесной, целлюлозно-бумажной и деревообрабатывающей промышленности.

Почётное звание «Заслуженный работник лесной промышленности Российской Федерации» присваивается, как правило, не ранее чем через 20 лет с начала осуществления профессиональной деятельности и при наличии у представленного к награде лица отраслевых наград (поощрений) федерального органа государственной власти или органов государственной власти субъектов Российской Федерации.

## Порядок присвоения
Почётные звания Российской Федерации присваиваются указами Президента Российской Федерации на основании представлений, внесенных ему по результатам рассмотрения ходатайства о награждении и предложения Комиссии при Президенте Российской Федерации по государственным наградам.

## История звания
Почётное звание «Заслуженный работник лесной промышленности Российской Федерации» установлено Указом Президента Российской Федерации от 30 декабря 1995 года № 1341 «Об установлении почётных званий Российской Федерации, утверждении положений о почётных званиях и описания нагрудного знака к почётным званиям Российской Федерации». Тем же указом утверждено первоначальное Положение о почётном звании, в котором говорилось:
Почётное звание «Заслуженный работник лесной промышленности Российской Федерации» присваивается высокопрофессиональным рабочим и мастерам за заслуги в заготовке и переработке древесины, работающим на лесозаготовительных, лесосплавных предприятиях 10 и более лет, другим высокопрофессиональным работникам за заслуги в развитии лесной, целлюлозно-бумажной и деревообрабатывающей отраслей промышленности, в разработке и внедрении новой техники и технологии, подготовке кадров, сохранении растительного и животного мира и работающим в названных отраслях 15 и более лет.
В настоящем виде Положение о почётном звании утверждено Указом Президента Российской Федерации от 7 сентября 2010 года № 1099 «О мерах по совершенствованию государственной наградной системы Российской Федерации».

## Нагрудный знак
Нагрудный знак имеет единую для почётных званий Российской Федерации форму и изготавливается из серебра высотой 40 мм и шириной 30 мм. Он имеет форму овального венка, образуемого лавровой и дубовой ветвями. Перекрещенные внизу концы ветвей перевязаны бантом. На верхней части венка располагается Государственный герб Российской Федерации. На лицевой стороне, в центральной части, на венок наложен картуш с надписью — наименованием почётного звания.
На оборотной стороне имеется булавка для прикрепления нагрудного знака к одежде. Нагрудный знак носится на правой стороне груди.

## Переходный период
В России до принятия Указа Президента Российской Федерации от 30 декабря 1995 года № 1341 действовали правовые акты об установлении почётных званий РСФСР. После изменения наименования государства с «Российская Советская Федеративная Социалистическая Республика» на «Российская Федерация» (см. Закон РСФСР от 25 декабря 1991 года № 2094-I) в названиях всех почётных званий наименование «РСФСР» было заменено словами «Российской Федерации», таким образом, с 1992 года до 30 марта 1996 года производилось присвоение однотипного почётного звания РСФСР, существовавшего с 1982 года, с тождественным современному наименованием.